# Linaria glauca
Linaria glauca är en grobladsväxtart. Linaria glauca ingår i släktet sporrar, och familjen grobladsväxter.

## Underarter
Arten delas in i följande underarter:
- L. g. glauca
- L. g. olcadium